# Rewizyta (film)
Rewizyta – polski dramat z roku 2009 w reżyserii Krzysztofa Zanussiego.

## Fabuła
Były student filozofii i niedoszły samobójca Stefan, bohater Serca na dłoni, z kamerą w ręku przeprowadza wywiad z bohaterami innych filmów Krzysztofa Zanussiego sprzed kilkudziesięciu lat: Życia rodzinnego, Barw ochronnych i Constansu, chcąc uzyskać odpowiedź na pytanie "czy warto żyć?".

## Obsada
- Marek Kudełko - Stefan
- Maja Komorowska - Bella
- Jan Nowicki - Marek
- Daniel Olbrychski - Wit
- Zbigniew Zapasiewicz - Jakub
- Tadeusz Bradecki - Witek
- Małgorzata Zajączkowska - Grażyna